# Ђуро Бероња
Ђуро Бероња (Велика Кладуша, 20. април 1950) јесте генерал мајор Војске Републике Српске у пензији.

## Биографија
Ђуро Бероња је рођен је 20. априла 1950. године Великој Кладуши. Поред њега у породици је било још шесторо дјеце. Ожењен је и има два сина.
У чин потпоручника авијације произведен је 31. августа 1973. године, а унапријеђен у чин поручника 1975. године. Чин капетана добија 1978, а 1982. године постаје капетан прве класе. 
Његов даљи напредак је обиљежен стицањем чина мајора 1987. године, потпуковника 1992, пуковника 12. маја 1995. (ванредно) и генерал-мајора 12. маја 1999. (ванредно). 
У пилотској каријери извршио је 2.418 летова са 1.642 часа налета. У току рата, у период од августа 1991. до јуна 1992. године, вршио је дужност помоћника команданта ловачко-бомбардерске авијацијске ескадриле за оперативно-наставне послове. Од јуна 1992. до 14. децембра 1995. године вршио дужност команданта ловачко-бомбардерске авијацијске ескадриле и дужност начелника одјељења за оперативно-наставне послове у Команди Ваздухопловства и против-ваздушне одбране Војске Републике Српске.
Службовао је у гарнизонима: Церкље об Крки, код Брежица у Словенији и у Бања Луци. Пензионисан је 28. фебруара 2002. године.

## Образовање
Основну школу завршио је у Босанској Бојни 1965. године Ваздухопловну војну гимназију "Маршал Тито" у Мостару завршио је 1970. године, а Ваздухопловну војну академију похађао јеу Задру и у Пули и успјешно је завршио 1973. године. Курс командира авијацијских одјељења у Ваздухопловној војној академији у Задру завршио је 1979, док је Командно-штабну школу тактике Ратног ваздухопловства и против-ваздушне одбране завршио у Београду 1987. Такође је завршио школу националне одбране у Београду 1997. године. Дипломски рад у Командно-штабној школи тактике Ратног ваздухопловства и противваздушнеодбране имао је на тему "Превожење тактичког хеликоптерског десанта". Дипломски рад у Школи националне одбране бранио је на тему: "Ваздухопловство и против-ваздушна одбрана Војске Републике Српске у периоду 1992-1995. године"

## Дужности
У току своје војне каријере обављао је сљедеће дужности: 
- пилот у ловачко-бомбардерској авијацијској ескадрили;
- помоћник командира ловачко-бомбардерске авијацијске ескадриле за навигацију и обавјештајно-извиђачке послове;
- помоћник командира ловачко-бомбардерске авијацијске ескадриле за гађање, ракетирање и бомбардовање;
- командир авијацијског одјељења;
- замјеник командира ловачко-бомбардерске авијацијске ескадриле;
- референт у одсјеку за оперативно-наставне послове у команди авијацијске бригаде;
- помоћник команданта ловачко-бомбардерске авијацијске бригаде за оперативно - наставне послове у БањојЛуци;
- командант ловачко-бомбардерске авијације у Бањалуци;
- начелник Одјељења за оперативно-наставне послове у команди Ваздухопловства и против-ваздушне одбране Војске Републике Српске;
- замјеник команданта Ваздухопловства и против-ваздушне одбране Војске Републике Српске.

## Одликовања
Генерал мајор Ђуро Бероња је одликован сљедећим признањима: 
- Орден за војне заслуге са сребрним мачевима
- Орден Народне армије
- Орден Милоша Обилића